# 凱布瑞爾岩
凱布瑞爾岩（英語：Cabrial Rock），是南極洲的岩石，位於南喬治亞群島，處於海洋港入口處北部，由英國南極名稱諮詢委員命名，由英國海外領土管轄。